# Joseph-Maurice de Toustain-Viray
Joseph-Maurice, comte de Toustain-Viray, né le 22 septembre 1728 à Nancy (Actuel département de Meurthe-et-Moselle), mort le 4 avril 1809 à Nancy (Meurthe-et-Moselle), est un général de brigade et homme politique français.

## États de service
Il entre en service en 1745, comme cornette au régiment de La Reine cavalerie, avec lequel il fait plusieurs campagnes. Il parvient très jeune au grade de capitaine, et en 1748, il se distingue en sauvant un convoi considérable dirigé vers la place de Berg-op-Zoom.
De 1757 à 1763, il participe à toutes les campagnes de la Guerre de Sept Ans, et il est fait chevalier de Saint-Louis en 1760. En 1767, il devient lieutenant-colonel d’une brigade de cavalerie, et en 1771, il est nommé mestre de camp de cavalerie. En 1774, il passe colonel en second du régiment de la Reine cavalerie, et en 1776, il commande le régiment d'Orléans cavalerie. Colonel en 1779, au 1er régiment de chevau-légers, il est élevé au grade de brigadier de cavalerie le 1er mars 1780.
Il est promu maréchal de camp le 1er janvier 1784, et grand bailli d'épée du bailliage de Darney en 1786. Il est élu le 17 mars 1789, député de la noblesse aux États généraux par le bailliage de Mirecourt. 
Il vote constamment du côté droit à l’Assemblée, il prend plusieurs fois la parole pour demander un traitement pour les députés, et pour donner son opinion sur d'importantes modifications à introduire dans l'organisation de l'armée. Il prête, après la fuite du roi, le nouveau serment militaire, et prétend qu'il a averti divers députés de cette évasion. Mais plusieurs d'entre eux nient avoir jamais été prévenus par lui. La clôture de l'Assemblée constituante met fin à sa carrière politique.
Emigré en 1791, il commande un escadron de gentilshommes dans les campagnes de l’immigration, et il ne rentre en France qu’après la dissolution de l’armée de Condé en 1801.
Il meurt le 4 avril 1809, à Nancy.

## Sources
- « Joseph-Maurice de Toustain-Viray », dans Adolphe Robert et Gaston Cougny, Dictionnaire des parlementaires français, Edgar Bourloton, 1889-1891 [détail de l’édition]
- Pierre Jullien de Courcelles, Dictionnaire historique et biographique des généraux français : depuis le onzième siècle jusqu'en 1822, Tome 9, l’Auteur, 1823, 564 p. (lire en ligne), p. 356.
- Docteur Robinet, Jean-François Eugène et J. Le Chapelain, Dictionnaire historique et biographique de la révolution et de l'empire, 1789-1815, volume 2, Librairie Historique de la révolution et de l’empire, 886 p. (lire en ligne), p. 790.
- Joseph-Maurice de Toustain-Viray  sur roglo.eu